# Krsy
Krsy (niem. Girsch) – miejscowość i gmina (obec) w Czechach, w kraju pilzneńskim, w powiecie Pilzno Północ. W 2022 roku liczyła 256 mieszkańców.